# ماکسیم الکزندروویچ چمرکووسکی
ماکسیم الکزندروویچ چمرکووسکی (زادهٔ ۱۷ ژانویه ۱۹۸۰) رقاص آمریکایی-اوکراینی و قهرمان لاتین بالروم دنس , رقص پرداز و آموزگار است.بیشتر شهرت او به دلیل حضور در سری تلویزیونی دنسینگ ویث استارز است.اولین حضور او در فصل دوم این مجموعه بود.در ده بار حضورش در این برنامه او تا به حال چهار بار موفق به حضور در فینال شده است.دو مرتبه دوم و دومرتبه نیز سوم شده است.